# Органична киселина
Органичните киселини са киселините в органичната химия и специфичен тип биохимични вещества.
Пример за органична киселина в козметичната медицина е хиалуронова киселина.
Обикновено на тях се дължи киселият вкус на редица растения. От химическа гледна точка те са главно мастни и ароматни карбонови и оксикарбонови киселини.
По-често срещани киселини в растенията са ябълчената, янтарната, фумаровата, глутаровата, малоновата, винената, лимоновата, бензоената и други.